# Nachičevan
Nachičevan (ázerbájdžánsky Naxçıvan, arménsky Նախիջևան) je hlavní město Nachičevanské autonomní republiky, což je autonomní republika Ázerbájdžánu.
V dávných dobách se zde nacházelo antické obchodní centrum. V současné době zde žije asi 70 000 obyvatel. Město je centrem průmyslu, zaměřeného hlavně na výrobu skla, nábytku, textilního zboží, koberců, hliníku, tabáku a zpracování vinné révy. Vláda se snaží rozvinout turistiku a zpracování ropy. Město má vlastní univerzitu (Nachičevanská státní univerzita), divadla a vědeckou a uměleckou veřejnost. Jezdí sem návštěvníci z Íránu, Turecka a Ruska (tyto země mají ve městě ambasádu).

## Doprava
Kvůli válce o Náhorní Karabach je město (a celá Nachičevanská autonomní republika) zcela odříznuta od vlastního Ázerbájdžánu. Jsou zde dobré silnice i koleje, město má vlastní letiště. Přímý průjezd přes Arménii autem nebo vlakem není kvůli uzavřeným hranicím možný. Nejlepší cesta, jak se dostat do Nachičevanu, je přímým letem z Baku a Gandži v Ázerbájdžánu nebo z Moskvy v Rusku, či od 31. 7. 2012 z Istanbulu v Turecku na lince Turkish Airlines, která z Nachičevanu pokračuje do Gandži a Istanbulu.

## Rodáci
- Hejdar Alijev (1923-2003) - ázerbájdžánský politik a prezident